# Ngarka-Chadytajacha
La Ngarka-Chadytajacha (in russo Нгарка-Хадытаяха?) è un fiume della Russia siberiana occidentale, affluente di destra del Pur. Scorre nel Circondario autonomo Jamalo-Nenec.
Il fiume nasce e scorre nella parte settentrionale del bassopiano della Siberia occidentale; il suo corso si svolge in direzione mediamente occidentale/nord-occidentale; sfocia nel fiume Pur a 164 km dalla foce. Ha una lunghezza di 153 km, il bacino è di 1 970 km².